# Картушине (село)
Карту́шине — село в Україні, у Ровеньківській міській громаді Ровеньківського району Луганської області. Населення становить 951 особу. Орган місцевого самоврядування — Ребриківська сільська рада.

## Географії
Село Картушине розташоване на річці Мала Кам'янка. Сусідні населені пункти: смт Ясенівський (вище за течією Малої Кам'янки), Кам'яне, села Залізничне, Лобівські Копальні на південному заході, смт Картушине на півдні, Новоукраїнка (вище за течією Малої Кам'янки), села Вербівка на південному сході, Мечетка на сході, Кам'янка та Паліївка на північному сході, Ребрикове (нижче за течією Малої Кам'янки), Македонівка та Шовкова Протока на півночі, Зеленодільське, Оріхівка, Червона Поляна на північному заході, Зелений Курган, селище Ковпакове та смт Щотове на заході.

## Історія
Станом на 1873 рік у слободі, центрі Картушинської волості Міуського округу Області Війська Донського, мешкало 1302 особи, налічувалось 172 дворових господарства та 2 окремих будинки.
За переписом 1897 року кількість мешканців зросла до 1361 особи (709 чоловічої статі та 652 — жіночої), з яких всі — православної віри.

## Населення
За даними перепису 2001 року населення села становило 951 особу, з них 90,85% зазначили рідною українську мову, а 9,15% — російську.